# Єпурень (Мовілень, Ясси)
Єпурень, Єпурені (рум. Iepureni) — село у повіті Ясси в Румунії. Входить до складу комуни Мовілень.
Село розташоване на відстані 334 км на північ від Бухареста, 19 км на північний захід від Ясс.

## Населення
За даними перепису населення 2002 року у селі проживали 882 особи, з них 881 особа (99,9%) румунів. Рідною мовою 881 особа (99,9%) назвала румунську.